# Nonnart
Nonnart – polski herb szlachecki z nobilitacji.

## Opis herbu
W polu czerwonym kotwica srebrna między dwiema takimiż gwiazdami.
Klejnot – godło między dwoma skrzydłami orlimi – z prawej srebrnym, z lewej czerwonym.
Labry czerwone, podbite srebrem.

## Najwcześniejsze wzmianki
Nobilitacja Piotra i Stanisława Nonnartów, mieszczan krakowskich 16 kwietnia 1590.

## Herbowni
Nonnart.